# Мадранж
Мадра́нж (фр. Madranges, окс. Madranjas) — коммуна во Франции, находится в регионе Лимузен. Департамент — Коррез. Входит в состав кантона Треньяк. Округ коммуны — Тюль.
Код INSEE коммуны — 19122.
Коммуна расположена приблизительно в 380 км к югу от Парижа, в 60 км юго-восточнее Лиможа, в 24 км к северу от Тюля.

## Население
Население коммуны на 2008 год составляло 187 человек.
| 1962 | 1968 | 1975 | 1982 | 1990 | 1999 | 2008 |
| ---- | ---- | ---- | ---- | ---- | ---- | ---- |
| 193  | 225  | 159  | 172  | 174  | 177  | 187  |

## Экономика
В 2007 году среди 93 человек в трудоспособном возрасте (15-64 лет) 65 были экономически активными, 28 — неактивными (показатель активности — 69,9 %, в 1999 году было 69,7 %). Из 65 активных работали 57 человек (26 мужчин и 31 женщина), безработных было 8 (5 мужчин и 3 женщины). Среди 28 неактивных 5 человек были учениками или студентами, 18 — пенсионерами, 5 были неактивными по другим причинам.